# Vivienne

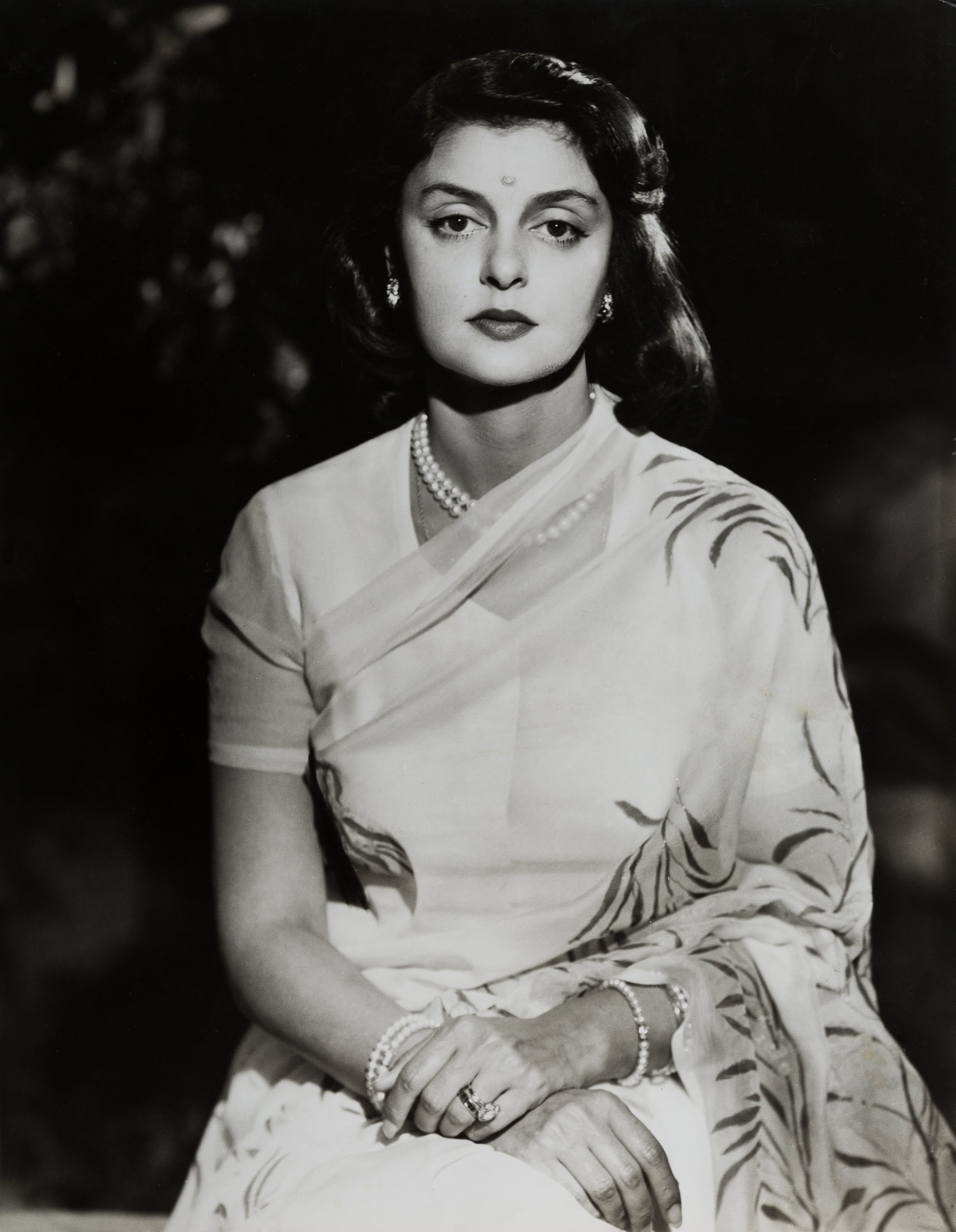
Vivienne: Portrét Maharani (později Rajmata) Gayatri Devi z Džaipuru, rozené princezny Ayesha z Cooch Behar, asi 1945

Florence Vivienne Mellishová (1889–1982), známá jednoduše jako Vivienne, byla britská fotografka a zpěvačka.

## Životopis
Byla provdána za umělce Ernesta George Entwistle (1877–1963) a v roce 1934 začala fotografovat, aby jemu a jejich synovi fotografovi Antonymu Beauchampovi (vyslovováno Beecham) pomáhala. Další syn, Clive Entwistle, byl architekt a stavební inženýr.
Autobiografie umělkyně They Came to My Studio: Famous People of Our Time byla vydána v roce 1956.
Objevila se jako trosečnice na rozhlasovém programu BBC Desert Island Discs dne 22. července 1963.
Celkem 208 jejích děl je v londýnské Národní portrétní galerii, stejně jako jedna její fotografie a díla Beauchampa. 